# 岬の兄妹
『岬の兄妹』（みさきのきょうだい、英題：Siblings of the Cape）は、2019年3月1日公開の日本映画。監督は片山慎三。R15+指定。

## ストーリー
とある地方の港町に住む、足に障碍を抱え、リストラされたばかりの兄・良夫は、自閉症の妹・真理子と2人暮らしをしている。
真理子の失踪癖に手を焼いていたが、ある日、夜になっても帰って来なかった真理子が町の男に体を許して1万円を貰っていたことを知る。
良夫は真理子に売春をさせて生計を立てようとするが…。

## キャスト
道原良夫
演：松浦祐也（幼少期：萱裕輔）

道原真理子
演：和田光沙（幼少期：中園さくら）

溝口肇
演：北山雅康

中村
演：中村祐太郎

白木
演：岩谷健司

溝口弥生
演：時任亜弓

坂本
演：ナガセケイ

タケ
演：松澤匠

ホームレスの男
演：芹澤興人

くにお
演：荒木次元

老人
演：杉本安生

産婦人科医・松本
演：風祭ゆき（特別出演）

## スタッフ
- 監督・製作・プロデューサー・編集・脚本：片山慎三
- 音楽：髙位妃楊子
- 撮影：池田直矢、春木康輔
- 美術：松塚隆史
- 録音：西正義、日高成幸、大塚学、植田中、藤丸和徳、加藤大和
- 整音・効果：高島良太
- 衣装：百井豊
- メイク：外丸愛、金森麻里
- 助監督：藤井琢也、斎藤和裕、岡部哲也、上別府僚
- 医療指導：刈谷育子
- 編集協力：片岡葉寿紀
- 題字：堀向恵翠
- 制作協力：原田耕治
- 配給：プレシディオ
- 配給協力：イオンエンターテイメント、デジタルSKIPステーション
- 宣伝：太秦
- 宣伝協力：NEWCON、ぴあ映画生活
- 協力：最速・最短 全国劇場公開プロジェクト（埼玉県、SKIPシティ彩の国ビジュアルプラザ、デジタルSKIPステーション、プレシディオ、イオンエンターテイメント、バップ、WOWOW、NEWCON）

## 受賞
- SKIPシティ国際Dシネマ映画祭2018国内コンペ部門 - 優秀作品賞・観客賞
- 第41回ヨコハマ映画祭 - 新人監督賞（片山慎三）、2019年日本映画ベストテン・第8位
- 第34回高崎映画祭 - 最優秀新進女優賞（和田光沙）
- 映画芸術 2019日本映画ベストテン - 第8位
- 第29回日本映画プロフェッショナル大賞 - ベストテン・第3位
- 第29回日本映画批評家大賞 - 新人監督賞（片山慎三）